# Реквием (Моцарт)
«Реквием» Ре минор, K.626 (лат. Requiem — заупокойная месса) — последнее, незавершённое прижизненное музыкальное произведение композитора Вольфганга Амадея Моцарта, над которым он работал вплоть до самой кончины — с 22 ноября до роковой ночи с 4 на 5 декабря 1791 года — траурная заупокойная месса, написанная на канонический латинский текст. После смерти сочинение завершили Йозеф Эйблер и Франц Ксавер Зюсмайер. Тем не менее «Реквием» является одним из наиболее известных произведений Моцарта и рассматривается как одно из важнейших его творений.

## История создания
В июле 1791 года Моцарт получил необычный заказ: к нему в дом пришёл неизвестный посланник в чёрном и на условиях секретности сделал заказ на заупокойную мессу — «Реквием». Моцарт согласился на работу и получил аванс, по разным сведениям, 50 или 100 дукатов. Столько же Моцарт должен был получить по окончании работы.

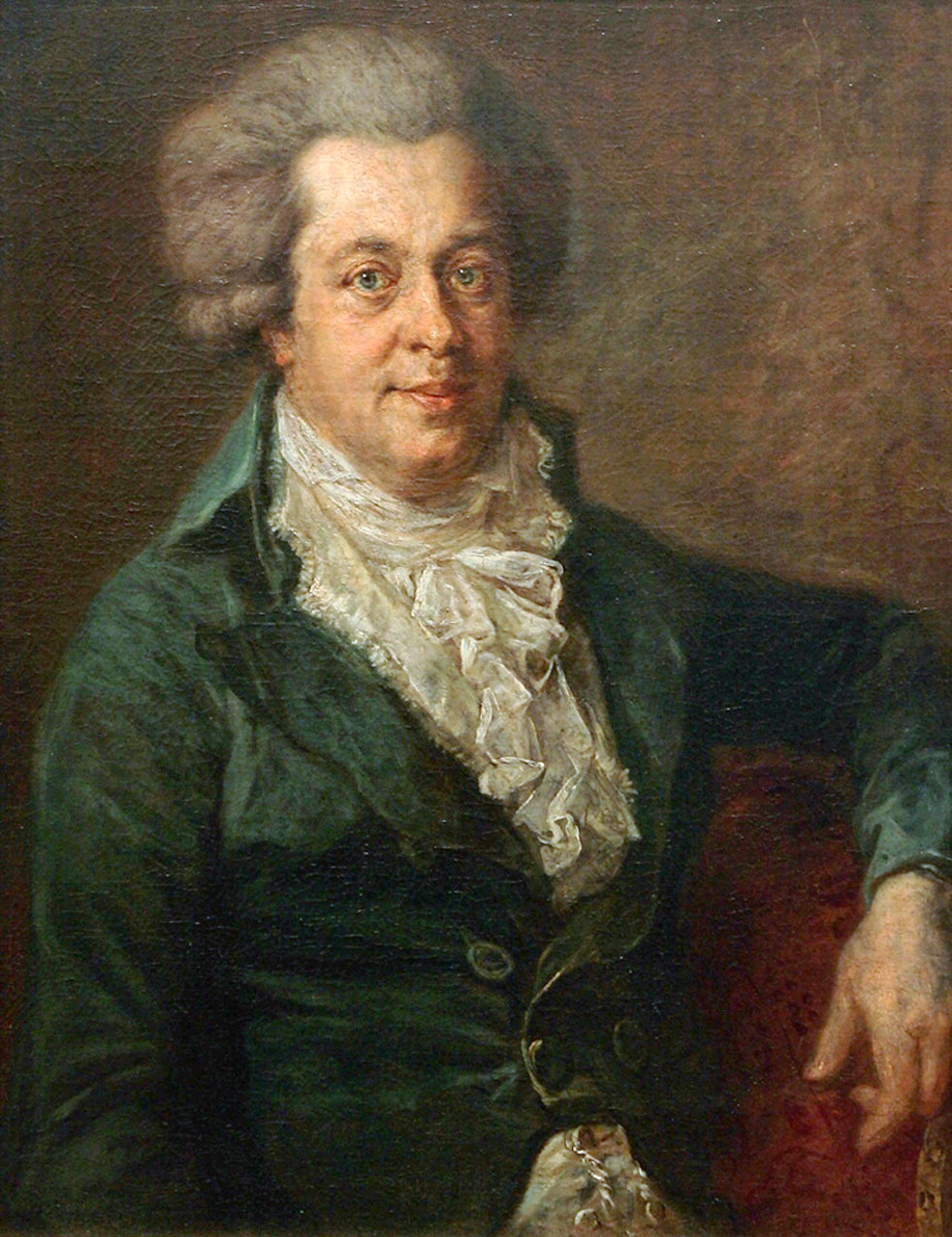
Возможно, самый последний прижизненный портрет Моцарта, написанный в 1790 году в Мюнхене. Художник Иоганн Георг Эдлингер

Как выяснилось позже, Реквием был заказан графом Францем фон Вальзеггом для исполнения в память о своей супруге, Анне фон Фламберг, умершей в феврале 1791 года. Выяснилось и имя посредника, непосредственно сделавшего заказ Моцарту: им был управляющий графа Лойтгеб. Граф фон Вальзегг был любителем музыки, и сам играл на флейте и на виолончели. Граф часто исполнял у себя дома различные сочинения и устраивал театральные представления разных авторов, однако ему хотелось, чтобы его тоже считали композитором, и поэтому он неоднократно выдавал заказанные у разных композиторов сочинения за собственные: граф переписывал собственной рукой партитуры, полученные от автора, и уже потом отдавал их расписывать на партии. При первом исполнении «Реквиема» Вальзеггом 14 декабря 1793 года на партитуре было указано: «Реквием сочинения графа фон Вальзегга» («Requiem composito del conte Walsegg»).
Начав работу над Реквиемом, Моцарт в дальнейшем неоднократно её прерывал ради других сочинений: в августе, то есть тогда, когда Моцарт еще не успел серьёзно продвинуться в работе над Реквиемом, он получил срочный заказ на оперу «Милосердие Тита», представление которой приурочивалось к коронации Леопольда II в качестве короля Богемии. По возвращении из Праги Моцарту сначала пришлось работать над «Волшебной флейтой», а потом над кларнетовым концертом (K.622) для Штадлера и Масонской кантатой (K.623). После премьеры «Волшебной флейты» 30 сентября 1791 года, Моцарт основательно занялся работой над Реквиемом. Его рвение было настолько сильно, что он собирался даже до того, пока не закончит Реквием, не брать учеников. По утверждению Констанцы, в это время Моцарт часто жаловался на здоровье, и она даже вынуждена была забрать у него партитуру Реквиема, так как работа над ним пагубно влияет на его здоровье. Констанца рассказывала, что во время одной из прогулок в Пратере Моцарт со слезами на глазах сказал, что пишет Реквием для себя. Кроме того, он говорил: «Я слишком хорошо чувствую, что долго не протяну; конечно, мне дали яд — не могу отделаться от этой мысли». Впрочем, современные исследователи с большой осторожностью относятся к информации, распространяемой вдовой Моцарта, особенно если это касается последних месяцев жизни композитора. Во всяком случае, ни в одном из писем Моцарта, написанных незадолго до смерти, нет никаких упоминаний ни о депрессии, ни о плохом самочувствии. 18 ноября, за 3 недели до смерти, Моцарт даже дирижировал своей Масонской Кантатой, и лишь через двое суток, 20 ноября он слёг в постель. По свидетельству окружающих, Моцарт продолжал работу над Реквиемом лёжа, вплоть до своей смерти 5 декабря.

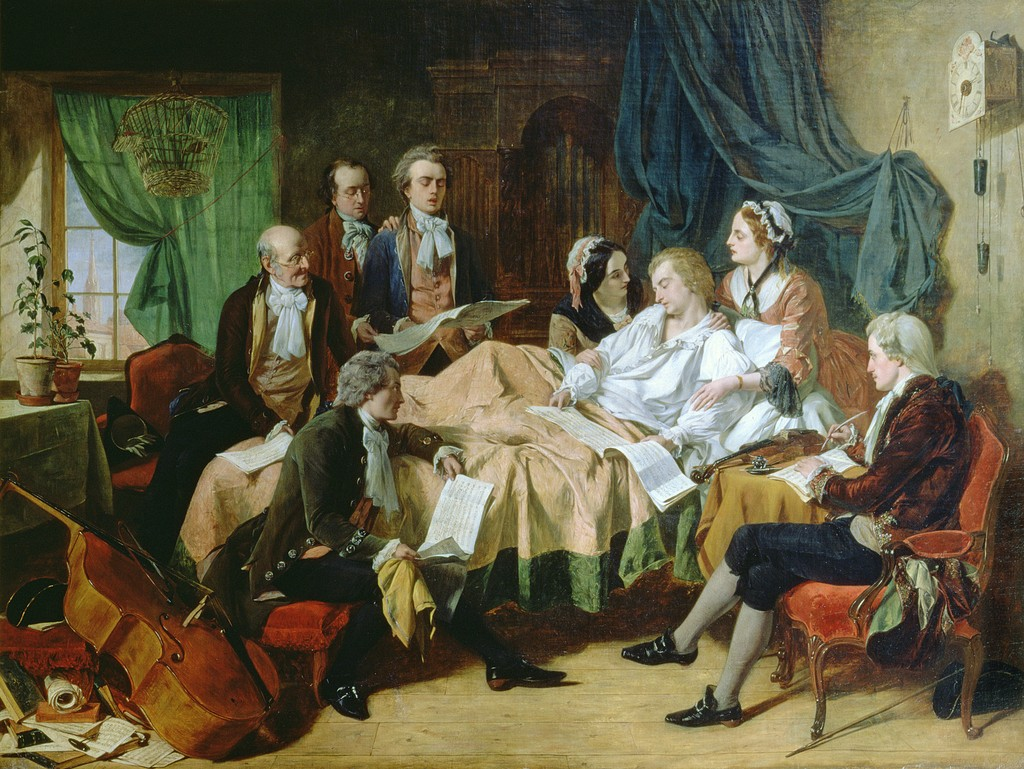
«Последние часы жизни Моцарта». Художник Генри Нельсон О’Нил, 1860-е годы

Известна история о том, будто бы днём накануне смерти, 4 декабря, лежащий Моцарт, а также его друзья Шак, Хофер и Герль пропели Реквием, при этом, когда они дошли до первых тактов «Lacrimosa», Моцарт якобы заплакал и сказал, что не закончит эту часть. Этот факт пришёл из так называемого «сообщения Шака» и закрепился во многих биографиях композитора. Многие музыковеды сходятся во мнении, что это сообщение не соответствует действительности, ведь само по себе такое исполнение при участии умирающего Моцарта могло пройти только при улучшении его состояния, однако, согласно воспоминаниям свояченицы Моцарта Софи Хайбль, в этот день Моцарт был уже при смерти. Тем не менее, данный сюжет стал популярен среди художников — почти на всех картинах, отражающих последние часы жизни Моцарта, изображается исполнение Реквиема.

## Вопрос авторства
Из-за частых перерывов в работе Моцарт успел написать целиком только первый раздел Introitus — «Requiem aeternam». В свойственной ему манере он полностью выписал все вокальные партии и бас, а также в особо важных местах наметил оркестровку в фуге «Kyrie» и в шести частях Секвенции «Dies iræ», за исключением «Lacrimosa», автограф которой обрывается после 8 такта, вплоть до «Hostias». Сохранился также набросок двойной фуги Amen, которая должна была следовать за «Lacrimosa». В ней присутствуют только хоровые голоса.
Опасаясь, что заказчик произведения не только не заплатит гонорар, но и потребует обратно задаток за так и не законченное произведение, после смерти мужа Констанция обратилась к Йозефу Эйблеру с просьбой завершить сочинение. Эйблер наметил свой вариант оркестровки разделов вплоть до Lacrimosa, пытался продолжать Lacrimosa, выписав партию сопрано в 9-м такте и отказался от работы. После этого Констанция, вероятно, обращалась к другим венским композиторам с аналогичной просьбой, но все они отказывали ей, и в итоге рукопись попала к ученику и другу Моцарта Францу Ксаверу Зюсмайеру.
Последний сначала начал вписывать в моцартовскую партитуру свой вариант оркестровки, добавляя все новые детали к уже порядком подправленному Эйблером тексту. Подобную работу он проделал в частях секвенции начиная с Dies irae и заканчивая Confutatis. Lacrimosa и Offertorium, к счастью, остались нетронутыми. После этого он начал создавать собственную версию сочинения, начиная с секвенции. Когда работа была завершена, он просто отделил от моцартовского оригинала Introitus и соединил со своей рукописью. Эту партитуру он передал Констанции в 1792 году, а она в свою очередь отдала её заказчику.
Долгое время считалось, что в этой партитуре всё было записано Моцартом. Эта информация исходила от самой Констанции, в интересах которой было, чтобы Реквием считался подлинным полностью. Однако в 1838 году были найдены остальные части моцартовского оригинала. Этот автограф являлся продолжением оригинальной части переданной заказчику партитуры и включал в себя Sequenz вплоть до 9 такта Lacrimosa, а также Offertorium. Несмотря на наличие в нём большого количества чужих правок и комментариев, варварски вписанных в партитуру в разное время и разными людьми (как минимум тремя: Эйблером, Зюсмайром и аббатом Штадлером), беглый анализ почерка и чернил даёт возможность с практически стопроцентной точностью судить о том, какая часть работы была проделана самим Моцартом. В 1839 году участие Зюсмайера в написании Реквиема было признано Констанцией публично.
Оставался открытым вопрос, на основании каких материалов были написаны Зюсмайером Sanctus, Agnus Dei, а также продолжение Lacrimosa, которые отсутствуют в моцартовской рукописи. По сообщению Констанции, после смерти мужа она передала Зюсмайеру некоторые листки с пюпитра, на которых предположительно были наброски недостающих частей. Эта информация, а также явные связи между Sanctus, Benedictus и Agnus Dei и достоверно моцартовскими частями, позволяет утверждать, что Зюсмайер при написании своей версии имел моцартовские наброски этих разделов, аналогичные сохранившимся наброскам Секвенции и Оффертория. Эти наброски были утрачены — вероятно, они так и остались у Зюсмайера, либо были им уничтожены. Об их содержании можно лишь догадываться, исходя из анализа работы Зюсмайера. Кроме того, в 1962 году был найден крайне схематичный эскиз Моцарта, содержащий эскиз 16 тактов фуги Amen, которая должна была следовать за Lacrimosa и завершать Sequenz, эскиз 4 тактов к Rex tremendae, сильно отличающийся от окончательной версии, а также неидентифицированный отрывок, возможно, имеющий отношение к Recordare.
Существует также распространённое мнение, что Моцарт перед смертью давал Зюсмайеру указания, как именно следует завершить Реквием. Слабая сторона этой версии в том, что после смерти Моцарта Констанца сначала обратилась к Эйблеру и другим венским композиторам, и лишь после этого предложила Зюсмайеру завершить сочинение.
Несмотря на отсутствие каких-либо моцартовских эскизов частей Sanctus, Benedictus и Agnus Dei, стилистический анализ письма позволяет в большинстве случаев с достаточной точностью судить о том, какая часть работы была выполнена Моцартом, а какая — Зюсмайром. Так, первая половина Sanctus (до слов Domine Deus Sabaoth) скорее всего была записана Моцартом в хоровой партитуре (сравнить первые такты с началом Dies Irae, цепь нисходящих секстаккордов на словах Domine Deus с началом Масонской кантаты KV 623, ход в сопрано на слове Sabaoth — с темами Recordare и фуги Quam olim), однако начиная со слов Pleni sunt соeli тональный план становится довольно нехарактерным для Моцарта, что заставляет подвергнуть сомнению его авторство. Относительно фуги Osanna можно лишь заметить, что Моцарт скорее всего оставил несохранившийся набросок экспозиции фуги наподобие того, что был написан для фуги Amen. Совпадение темы этой фуги с темами фуги Quam olim Abrahae и темой Recordare укрепляет уверенность в авторстве Моцарта. Однако после экспозиционного раздела фуга попросту оборвана — тема больше ни разу не проводится (!), не написано ни одной стретты (хотя тема располагает для стретт). Очевидно, что человек, завершивший Osanna, попросту не умел писать хоровые фуги. Даже в юношеских мессах Моцарта фуги гораздо более интересны и продолжительны. Качество работы и здесь выдаёт Зюсмайера.
Относительно Benedictus и Agnus Dei музыковеды сходятся к мнению, что Моцарт оставил крайне неполный набросок обоих разделов, в котором наличествовали даже не все вокальные партии, а оркестровка была намечена крайне скупо. Вызывает сомнения прежде всего краткость оркестрового вступления Benedictus, после которого сразу вступает альт. Таким же «скомканным» предстаёт перед нами весь разработочный раздел, создаётся впечатление, что от него остался лишь предыкт к репризе, а весь предыдущий материал был уничтожен или же просто не написан. Одним из ярких подтверждений того, что у Зюсмайера были Моцартовские наброски, является начало этого разработочного раздела. В предполагаемом наброске Моцарт, вероятно, схематично наметил торжественные аккорды духовых с унисонным ответом струнной группы (фигура с группетто), цитируя эпизод Et lux perpetua из Introitus. Однако Зюсмайер, видимо, попросту не знал музыку Introitus, и поэтому не понял, как именно расшифровать схематическую запись Моцарта. В результате, в его версии цитата была искажена и потеряла первоначальный смысл.
Аналогичная ситуация прослеживается и в Lacrimosa, начиная с 9 такта. Несмотря на отдельные следы моцартовского письма, в целом даже голосоведение хоровых партий выполнено в гораздо более грубой манере, чем даже в юношеских сочинениях Моцарта. С другой стороны, в тех разделах, где большая часть текста была завершена Моцартом и оставалось лишь дописать заполняющие и дублирующие голоса оркестра, более тонкая и прозрачная оркестровка Зюсмайера выгодно отличается от совсем уже примитивной работы Эйблера.
Точная степень участия Зюсмайера в завершении реквиема является предметом дискуссий до настоящего времени[устаревший источник].

## Структура
Каноническая редакция Реквиема, составленная Зюсмайером и являющаяся наиболее распространённой, имеет следующую структуру:
- Introitus.
  - «Requiem aeternam» — хор с партией солирующего сопрано. Полностью завершён Моцартом
- Kyrie.
  - Kyrie eleison — хоровая фуга. Оркестровка, а также заключительное Adagio написаны Эйблером
- Sequenz — в первых пяти частях оркестровка завершена Зюсмайером.
  - Dies irae — хор
  - Tuba mirum — квартет для сопрано, альта, тенора и баса
  - Rex tremendae majestatis — хор
  - Recordare, Jesu pie — квартет
  - Confutatis maledictis — хор
  - Lacrimosa dies illa — хор, первые 8 тактов — Моцарт, далее Зюсмайер; хоровая фуга Amen (аминь), набросанная Моцартом, у Зюсмайера отсутствует.
- Offertorium — оркестровка завершена Зюсмайером
  - Domine Jesu Christe — хор и квартет с фугой Quam olim Abrahae
  - Versus: Hostias et preces — хор, далее следует повторение Quam olim Abrahae
- Sanctus — предположительно написаны Зюсмайером по эскизам Моцарта
  - Sanctus — хор, заключается фугой Osanna
  - Benedictus — квартет, затем повторяется фуга Osanna, у Зюсмайера она значительно изменена
- Agnus Dei — хор, предположительно написан Зюсмайером по эскизам Моцарта
- Communio: — незначительно изменённая версия раздела Introitus на другой текст, включающая Requiem aeternam (начиная со слов Te decet) и Kyrie
  - Lux aeterna — хор с партией солирующего сопрано
  - Сum sanctis tuis — хоровая фуга

### Общая характеристика
Несмотря на то, что в юношестве Моцарт написал порядка 20 месс, не считая более мелких сочинений, написанных для церкви, за последние 10 лет своей жизни он обращался к этому жанру лишь единожды, принявшись за создание Большой Мессы c-moll. Объяснялось это тем, что в Вене, где Моцарт прожил большую часть этого периода, подобные сочинения просто не были востребованы, в отличие от Зальцбурга, где он регулярно получал заказы на церковную музыку. Поводом для создания Большой Мессы, как сообщает сам Моцарт в письме к отцу от 4 января 1783 года, стал также неофициальный заказ — композитор дал обет написать мессу, приурочив это к предстоящей женитьбе. Обет этот он не выполнил — месса так и осталась незавершённой.
Таким образом, когда Моцарт летом 1791 года получил заказ на написание Реквиема, ему пришлось вернуться к фактически давно оставленному им жанру. Естественно, за многие годы индивидуальный стиль композитора претерпел значительные изменения, что не могло не сказаться на содержании нового сочинения. Как показывает анализ сохранившихся частей Реквиема, Моцарт очень далеко отошёл от традиций и идеалов, используемых им в более ранних церковных сочинениях.
Необычным в Реквиеме кажется многое. Это и полное отсутствие виртуозных арий и дуэтов, столь характерных для юношеских месс Моцарта. В составе оркестра отсутствуют флейты, гобои, кларнеты и валторны, зато добавлены бассетгорны, прочно связанные в творчестве Моцарта с масонской тематикой и придающие звучанию оркестра мрачный, мистический колорит. 

## Современные попытки реконструкции
В конце XIX — начале XX веков с развитием моцартоведения все недостатки частей, дописанных Зюсмайером, стали очевидны. Как следствие, возникла идея попытаться очистить музыку «Реквиема» от того, что было внесено Зюсмайером. Главная проблема заключалась в том, что черновики Моцарта, существование которых было очевидно, оказались безвозвратно утрачены, скорее всего, уничтожены самим Зюсмайером. Тем не менее во второй половине XX века была создана реконструкция Ричарда Мондера, попытавшегося воссоздать недостающий материал в соответствии с моцартовским стилем письма. В частности, совершенно иное звучание приобрела Lacrimosa. Сильным изменениям подверглись также Sanctus, Hostias и Agnus Dei. Кроме того, Мондер включил в состав Реквиема Amen, не использованный Зюсмайером (этим фрагментом завершается Lacrimosa).
Эта версия, конечно, не может считаться полностью аутентичной замыслам Моцарта, которые так и остались неизвестными. Тем не менее в целом она гораздо ближе по стилю к письму самого Моцарта, чем написанное Зюсмайром. Благодаря этому, реконструкция Мондера, иногда отдельные её фрагменты, приобретает в последнее время все большее распространение. Она была записана, в частности, Кристофером Хогвудом, а также Клаудио Аббадо (фрагментарно).
В начале 1970-х гг. Франц Байер опубликовал свою редакцию «Реквиема», которая многими авторитетными учеными и музыкантами признана более удачной и близкой к оригиналу. Она отличается, в первую очередь, оркестровкой, в некорректности которой чаще всего обвиняют Зюсмайера. Байер внес значительные изменения в партии и струнных, и духовых инструментов, особенно тромбонов. Менее заметные, но существенные исправления были сделаны в вокальных партиях, а также дописаны четыре такта фуги в части Hosanna. По словам пианиста и музыковеда Роберта Левина, сделавшего собственную редакцию Реквиема в 1990-е годы, «Франц Байер отнес Реквием в химчистку и удалил с него пятна. Он сделал его более прозрачным, необремененным неудачами Зюсмайера». В 2006 году Байер пересмотрел свою редакцию «Реквиема» и сделал новую версию, опубликованную немецким издательством Kunzelmann.

## Состав оркестра и хора
Партитура Реквиема включает:
- Духовые: 2 бассетгорна (in F), 2 фагота, 2 трубы (in D), 3 тромбона (альтовый, теноровый и басовый)
- Ударные: 2 литавры (in D, A)
- Струнные: I, II скрипки, альты, виолончели, контрабасы
- Орган

Вокальные партии представлены четырьмя солистами (сопрано, альт, тенор и бас), а также четырёхголосным хором.
| Текст Реквиема с переводом | Текст Реквиема с переводом | Текст Реквиема с переводом | Текст Реквиема с переводом | Текст Реквиема с переводом | Текст Реквиема с переводом |
| №                          | Литургический раздел       | Часть                      | Тональность                | Текст | Перевод |
| -------------------------- | -------------------------- | -------------------------- | -------------------------- | --- | --- |
| 1                          | I. Introitus               | Introitus: Requiem æternam | Ре минор                   | Requiem æternam dona eis, Domine, Et lux perpetua luceat eis. Te decet hymnus, Deus, in Sion, Et tibi reddetur votum in Jerusalem; Exaudi orationem meam, Ad te omnis caro veniet. Requiem æternam dona eis, Domine, Et lux perpetua luceat eis. | Покой вечный даруй им, Господи, И свет вечный да светит им. Тебе поётся гимн, Боже, в Сионе, И Тебе возносятся молитвы в Иерусалиме. Услышь моление моё, К Тебе возвращается всякая плоть. Покой вечный даруй им, Господи, И свет вечный да светит им. |
| 2                          | II. Kyrie                  | Kyrie eleison              | Ре минор                   | Kyrie eleison. Christe eleison, Kyrie eleison. | Господи, помилуй. Христос, помилуй, Господи, помилуй. |
| 3                          | III. Sequenz               | Dies Iræ                   | Ре минор                   | Dies iræ, dies illa Solvet saeclum in favilla, Teste David cum Sibylla. Quantus tremor est futurus, Quando judex est venturus, Cuncta stricte discussurus. | День гнева, тот день Превратит мир в прах, По свидетельству Давида и Сивиллы. Сколь великий трепет настанет, Когда придёт Судия, Который строго всё рассудит. |
| 4                          | III. Sequenz               | Tuba mirum                 | Си-бемоль мажор            | Tuba mirum spargens sonum Per sepulcra regionum, Coget omnes ante thronum. Mors stupebit et natura, Cum resurget creatura, Judicanti responsura. Liber scriptus proferetur, In quo totum continetur, Unde mundus judicetur. Judex ergo cum sedebit, Quidquid latet apparebit, Nil inultum remanebit. Quid sum miser tunc dicturus? quem patronum rogaturus, cum vix justus sit securus? | Трубы удивительный звук пронесётся Над кладбищенскими странами, Созывая всех к престолу. Смерть и природа замрут, Когда творение воскреснет, чтобы Судящему дать ответ. Откроется книга, Содержащая в себе всё, По чему судим будет мир. И вот, когда Судия воссядет, Все тайное станет явным, Ничто не останется безнаказанным. Что тогда, несчастный, я скажу? Кого призову в защитники, если и праведник едва будет в безопасности? |
| 5                          | III. Sequenz               | Rex tremendæ               | Соль минор → Ре минор      | Rex tremendæ majestatis, Qui salvandos salvas gratis, Salva me, fons pietatis. | Царь ужасающего величия, Благосклонно спасающий ищущих спасения, Спаси меня, источник милосердия. |
| 6                          | III. Sequenz               | Recordare                  | Фа мажор                   | Recordare, Jesu pie, Quod sum causa tuae viae, Ne me perdas illa die. Quaerens me sedisti lassus, Redemisti crucem passus; Tantus labor non sit cassus. Juste judex ultionis, Donum fac remissionis Ante diem rationis. Ingemisco tanquam reus, Culpa rubet vultus meus; Supplicanti parce, Deus. Qui Mariam absolvisti, Et latronem exaudisti, Mihi quoque spem dedisti. Preces meae non sum dignae, Sed tu, bonus, fac benigne, Ne perenni cremer igne. Inter oves locum praesta, Et ab haedis me sequestra, Statuens in parte dextra. | Вспомни, Иисусе милосердный, Что я был причиной Твоего пути, Не погуби меня в тот день. Меня, сидящего в унынии, Искупил, приняв муку на кресте; Да не будет жертва бесплодной. Праведный Судия отмщения, Даруй прощение Перед днём Суда Виновный, со стоном взываю, С пылающим от стыда лицом; Пощади умоляющего, Боже. Оправдавший Марию И разбойника услышавший, Мне тоже дай надежду. Мольбы мои недостойны, Но Ты, Благой, сделай милость, Не дай мне вечно гореть в огне. Среди агнцев дай место, И от козлищ меня отдели, Поставив на правую сторону. |
| 7                          | III. Sequenz               | Confutatis                 | Ля минор → Ре минор        | Confutatis maledictis, Flammis acribus addictis, Voca me cum benedictis. Oro supplex et acclinis, Cor contritum quasi cinis, Gere curam mei finis. | Посрамив нечестивых, Пламени предав их адскому, Призови меня с благословенными. Молю смиренный и преклоненный, Сердце истертое словно пепел. Позаботься о моей кончине. |
| 8                          | III. Sequenz               | Lacrimosa                  | Ре минор                   | Lacrimosa dies illa, Qua resurget ex favilla Judicandus homo reus. Huic ergo parce, Deus, Pie Jesu Domine, Dona eis requiem. Amen. | Полон слёз тот день, Когда восстанет из праха Чтобы быть осуждённым, человек. Так пощади его, Боже, Милостивый Господи Иисусе, Даруй им покой. Аминь. |
| 9                          | IV. Offertorium            | Domine Jesu                | Соль минор                 | Domine Jesu Christe, Rex gloriae, Libera animas omnium fidelium defunctorum De poenis inferni et de profundo lacu. Libera eas de ore leonis, Ne absorbeat eas tartarus, Ne cadant in obscurum: Sed signifer sanctus Michael Repraesentet eas in lucem sanctam, Quam olim Abrahae promisisti, Et semini ejus. | Господи Иисус Христос, Царь славы, Освободи души всех верных усопших От мук ада и бездонного озера. Освободи их от пасти льва, Дабы не поглотил их тартар, И не пропали они во мгле: Но предводитель святой Михаил Да введёт их в священный свет, Который Ты некогда Аврааму обещал И потомству его. |
| 10                         | IV. Offertorium            | Hostias                    | Ми-бемоль мажор            | Hostias et preces tibi, Domine, Laudis offerimus. Tu suscipe pro animabus illis, Quarum hodie memoriam facimus: Fac eas, Domine, De morte transire ad vitam, Quam olim Abrahae promisisti, Et semini ejus. | Жертвы и мольбы Тебе, Господи, С хвалою возносим. Прими их ради душ тех, О ком мы сегодня вспоминаем: Позволь им, Господи, От смерти перейти к жизни, Которую Ты некогда Аврааму обещал И потомству его. |
| 11                         | V. Sanctus                 | Sanctus                    | Ре мажор                   | Sanctus, Sanctus, Sanctus, Dominus Deus Sabaoth! Pleni sunt caeli et terra gloria tua. Hosanna in excelsis. | Свят, Свят, Свят, Господь Бог Саваоф! Полны небеса и земля славой Твоей. Осанна в вышних. |
| 12                         | V. Sanctus                 | Benedictus                 | Си-бемоль мажор            | Benedictus, qui venit in nomine Domini. Hosanna in excelsis. | Благословен, грядый во имя Господня. Осанна в вышних. |
| 13                         | VI. Agnus Dei              | Agnus Dei                  | Ре минор → Си-бемоль мажор | Agnus Dei, qui tollis peccata mundi, Dona eis requiem. Agnus Dei, qui tollis peccata mundi, Dona eis requiem sempiternam. | Агнец Божий, кто принял на себя грехи мира. Даруй им покой. Агнец Божий, кто принял на себя грехи мира. Даруй им вечный покой. |
| 14                         | VII. Communio              | Lux aeterna                | Си-бемоль мажор → Ре минор | Lux aeterna luceat eis, Domine, Cum sanctis tuis in aeternum, quia pius es. Requiem aeternam dona eis, Domine, Et lux perpetua luceat eis. | Да светит им вечный свет, Господи, Со святыми Твоими вечно, ибо Ты многомилостив. Покой вечный даруй им, Господи, И вечный свет да светит им. |

## Использование музыки в качестве саундтрека к фильму
- Люси (фильм)[13]
- Люди Икс 2 (фильм, 2003)
- Росомаха: Бессмертный
- Овод (фильм, 1980)
- Елизавета (фильм, 1998)
- Большой Лебовски
- Иди и смотри
- Револьвер
- К чему-то прекрасному (фильм, 2010)
- Ключ без права передачи (1976)
- Древо жизни (фильм, 2011)
- Амадей (фильм, 1984)
- Hunter × Hunter (2012 год, 51 эпизод)
- Корона (сериал, 2016 год, 1 сезон, 4 эпизод)
- В её глазах (сериал, 2021 год, 1 сезон, 4 эпизод)
- Веном 2 (фильм, 2021[14])
- Винченцо
- Экстрасенс (фильм 1992)

## Использование музыки в компьютерных играх
- Call of Duty: World at War - в миссии "Выселение", посвященной боям в Берлине.
- Still Life - в начальном видео.

## Ноты
- Wolfgang Amadeus Mozart. Geistliche Gesangswerke. Requiem, Mozarts Fragment Нотная запись принадлежащих Моцарту фрагментов «Реквиема» с критическим комментарием (на нем. языке) на сайте Neue Mozart-Ausgabe, воспроизведение издания Internationale Stiftung Mozart 1965 года
- Requiem, K.626 Бесплатные файлы нотных записей на проекте International Music Score Library Project
- Requiem, KV 626 Бесплатные файлы нотных записей на проекте ChoralWiki

### Комментарии
1. ↑  Сообщение Констанции многие моцартоведы ставят под сомнение, поскольку её свидетельства часто недостоверны. В частности, известный биограф композитора Эгон Коморжински в статье «Смерть Моцарта» в 1957 году писал: «Если Моцарт никому другому, кроме неё, не выражал своего подозрения об отравлении, то сообщение Констанцы стоит немногого»[5]

### Сноски
1. 1 2  Аберт, 1990, с. 248.
2. 1 2  Аберт, 1990, с. 249.
3. ↑  Аберт, 1990, с. 287.
4. ↑  Аберт, 1990, с. 370.
5. ↑  Штейнпресс, 1976, с. 61.
6. ↑  Аберт, 1990, с. 374.
7. ↑  Аберт, 1990, комментарии К. К. Саквы, с. 501.
8. ↑  Эйнштейн, 1977, с. 332.
9. ↑  Аберт, 1990, с. 379.
10. ↑  Штейнпресс, 1976.
11. ↑  Реквием Моцарта в версии Франца Байера прозвучит в России впервые | Музыкальная жизнь. Критико-публицистический журнал «Музыкальная жизнь» (23 апреля 2021). Дата обращения: 22 августа 2024.
12. ↑  musclass.ru Архивная копия от 16 января 2010 на Wayback Machine — текст Реквиема Моцарта с переводом
13. ↑  Саундтрек к фильму "Люси". Дата обращения: 11 февраля 2015. Архивировано 11 февраля 2015 года.
14. ↑  Таймкод в фильме 1:07:30